# 懷特里弗鎮區 (阿肯色州伊澤德縣)
懷特里弗鎮區（英語：White River Township）是位於美國阿肯色州伊澤德縣的一個行政鎮區。

## 地方資料
懷特里弗鎮區的面積為55.84平方千米，當中陸地面積為54.34平方千米，而水域面積為1.50平方千米。根據2010年美國人口普查的數據，當地共有人口258人，而人口密度為每平方千米4.62人。